# Janurik Kinga
Janurik Kinga (Budapest, 1991. november 6. –) Európa-bajnoki bronzérmes magyar kézilabdázó, a Ferencváros és a magyar női kézilabda-válogatott kapusa. Nyert magyar bajnokságot és kupát is, játszott a Bajnokok Ligája döntőjében.

## Pályafutása

### Klubcsapatokban
Pályafutása kezdetén a Kőrösi DSE és az Újbuda TC játékosa volt, 2010-ben igazolt az Érd NK csapatához. Tíz szezont töltött a klubnál, ez idő alatt hat alkalommal végzett  a bajnokság harmadik helyén a csapat. 2016-ban és 2018-ban is döntőt játszhatott a Magyar Kupában, azonban az Érd mindkétszer kikapott a kupa sorsáról döntő mérkőzésen. 2015-ben az EHF-kupa elődöntőjéig jutott. 2020 februárjában vált hivatalossá, hogy a következő szezontól a Ferencvárosban folytatja pályafutását. A 2020-2021-es szezonban bajnoki címet szerzett a csapattal. 2023-ban ezüstérmes lett a Bajnokok Ligájában.

### A válogatottban
Janurik tagja volt a magyar junior válogatottnak a 2009-es hazai rendezésű junior Európa-bajnokságon ezüstérmes csapatnak.
A felnőtt válogatottban első világversenye a 2016-os Európa-bajnokság volt. Az első két csoportmérkőzést elvesztette a magyar válogatott, Janurik ezeken cserekapus volt, csak néhány percet játszott. A továbbjutás szempontjából fontos Montenegró elleni utolsó csoportmérkőzésen viszont ő volt a kezdőkapus, végig védte a mérkőzést, és 59%-os védési hatékonysággal segítette csapatát a győzelemhez, és a középdöntőbe jutáshoz. A mérkőzés legjobb játékosának is őt választották. A mérkőzésen kisebb térdsérüléssel bajlódott, de végig tudott védeni, másnap viszont kiderült, hogy meghúzodtak a térdszalagjai, ami miatt nem léphetett pályára az Európa-bajnokság további mérkőzésein. Helyére Szikora Melindát hívta be Kim Rasmussen szövetségi kapitány a keretbe. Részt vett a 2017-es világbajnokságon is. A 2018-as Európa-bajnokságra csak tartaléknak nevezte őt Kim Rasmussen, a tornán nem lépett pályára. Tagja volt a 2021 nyarán megrendezett tokiói olimpián szereplő válogatottnak, de a harmadik csoportmérkőzést követően kisebb térdsérülése miatt kikerült a válogatott keretéből, helyét pedig Szikora Melinda vette át. A 2021-es világbajnokságról pozitív koronavírusteszje miatt maradt le. Tagja volt a 2024-es párizsi olimpián 6. helyezett magyar csapatnak. A decemberi Európa-bajnokságon a magyar válogatott 12 év után újból bronzérmet szerzett a kontinenstornán, amelynek Janurik is tagja volt.

## Sikerei, díjai
- Magyar bajnokság:
  - Bajnok: 2021, 2024
  - Ezüstérmes: 2022, 2023
  - Bronzérmes: 2013, 2014, 2015, 2016, 2017, 2018
- Magyar Kupa:
  - Győztes: 2022, 2023,[13] 2024, 2025
  - Döntős: 2016, 2018
- Bajnokok Ligája
  - Döntős: 2023
- EHF-kupa:
  - Elődöntős: 2014–15
- Junior Európa-bajnokság: 2. hely 2009